# Новосельцы (Крым)
Новосе́льцы  (до 1948 года Фрайдорф; укр. Новосільці, крымскотат. Fraydorf, Фрайдорф) — село в Красногвардейском районе Республики Крым, входит в состав Восходненского сельского поселения (согласно административно-территориальному делению Украины — Восходненского сельского совета Автономной Республики Крым).

## Население
| 2001 | 2014 |
| ---- | ---- |
| 452  | ↘269 |

Всеукраинская перепись 2001 года показала следующее распределение по носителям языка
| Язык             | Процент |
| ---------------- | ------- |
| русский          | 75.22   |
| крымскотатарский | 13.27   |
| украинский       | 7.3     |
| белорусский      | 1.77    |

### Динамика численности
- 1926 год — 190 чел.[10]
- 1989 год — 395 чел.[11]
- 2001 год — 452 чел.[12]
- 2009 год — 475 чел.[13]
- 2014 год — 269 чел.[14]

## Современное состояние
На 2017 год в Новосельцах числится 2 улицы — 8 Марта и Тернопольская; на 2009 год, по данным сельсовета, село занимало площадь 96,7 гектара на которой, в 129 дворах, проживало 475 человек. В селе действует библиотека. Село связано автобусным сообщением с райцентром и соседними населёнными пунктами.

## География
Новосельцы — село на северо-востоке района, в степном Крыму, высота центра села над уровнем моря — 39 м. Соседние сёла: Восход в 3 км на северо-запад, Климово в 3 км на восток, Владимирово в 1,5 км на юг и Доходное в 2,5 км на запад. Расстояние до райцентра — около 15 километров (по шоссе), там же ближайшая железнодорожная станция Урожайная. Транспортное сообщение осуществляется по региональной автодороге 35Н-216 Восход — Новосельцы, протяжённость 5,0 км (по украинской классификации — С-0-10604).

## История
Еврейская колония, вначале называвшаяся Участок № 3 (Агудас-Ахим), возникла в 1925 году, когда советские власти приступили к организованному переселению евреев в Крым. Под этим же названием село записано в Списке населённых пунктов Крымской АССР по Всесоюзной переписи 17 декабря 1926 года в составе Ротендорфского сельсовета Джанкойского района с 61 двором, из них 47 крестьянских, население составляло 190 человек, из них 176 евреев, 8 русских и 6 украинцев. Постановлением Президиума КрымЦИКа «Об образовании новой административной территориальной сети Крымской АССР» от 26 января 1935 года был создан немецкий национальный (лишённый статуса национального постановлением Оргбюро ЦК КПСС от 20 февраля 1939 года) Тельманский район (с 14 декабря 1944 года — Красногвардейский) и село включили в его состав. Время присвоения названия Фрайдорф пока не установлено: на двухкилометровке РККА 1942 года оно уже присутствует. Вскоре после начала отечественной войны часть еврейского населения Крыма была эвакуирована, из оставшихся под оккупацией большинство расстреляны.
После освобождения Крыма от фашистов, 12 августа 1944 года было принято постановление № ГОКО-6372с «О переселении колхозников в районы Крыма» по которому в район из областей Украины и России переселялись семьи колхозников, а в начале 1950-х годов последовала вторая волна переселенцев из различных областей Украины. С 25 июня 1946 года Фрайдорф в составе Крымской области РСФСР. Указом Президиума Верховного Совета РСФСР от 18 мая 1948 года, Фрайдорф (такое название у села было на последней довоенной карте 1942 года) переименовали в Новосельцы. 26 апреля 1954 года Крымская область была передана из состава РСФСР в состав УССР. Время включения в Плодородненский сельсовет пока не установлено: на 15 июня 1960 года село уже числилось в его составе. В 1966 году создан Восходненский сельсовет, в который включили село. По данным переписи 1989 года в селе проживало 395 человек. С 12 февраля 1991 года село в восстановленной Крымской АССР, 26 февраля 1992 года переименованной в Автономную Республику Крым. С 21 марта 2014 года в составе Крыма аннексировано Россией.